# Epactoides
Epactoides är ett släkte av skalbaggar. Epactoides ingår i familjen bladhorningar.

## Dottertaxa tillEpactoides, i alfabetisk ordning[1]
- Epactoides andringitrae
- Epactoides ankasokae
- Epactoides basilewskyi
- Epactoides betschi
- Epactoides costatus
- Epactoides femoralis
- Epactoides fiorii
- Epactoides frontalis
- Epactoides hanskii
- Epactoides helenae
- Epactoides humberti
- Epactoides humeralis
- Epactoides hyphydroides
- Epactoides incertus
- Epactoides jounii
- Epactoides lacustris
- Epactoides lissus
- Epactoides madecassus
- Epactoides mahaboi
- Epactoides major
- Epactoides mananarae
- Epactoides mangabeensis
- Epactoides masoalae
- Epactoides olsoufieffi
- Epactoides paradoxus
- Epactoides pauliani
- Epactoides perinetanus
- Epactoides perrieri
- Epactoides rahagai
- Epactoides sambavae
- Epactoides semiaeneus
- Epactoides spinicollis
- Epactoides tiinae
- Epactoides vadoni
- Epactoides vagecarinatus
- Epactoides viridicollis
- Epactoides vondrozoi